# Maison de l'Astronome
La maison de l'Astronome est une maison d'habitation urbaine située à Bazas, dans le département de la Gironde, en France.

## Localisation
La maison est située dans le département français de la Gironde, sur la commune de Bazas, au no 23 de la place de la Cathédrale, en centre-ville. 

## Historique
Construit vers 1530, l'immeuble, qui comporte trois étages, fut connu sous le nom de Maison Fautoux puis de Maison Andraut et tire son nom du décor de sa façade, orientée au sud, qui présente des sculptures de corps célestes et une tête d'astronome oriental coiffée d'un bonnet pointu ; il est inscrit au titre des monuments historiques par arrêté du 30 mai 1990, en totalité.

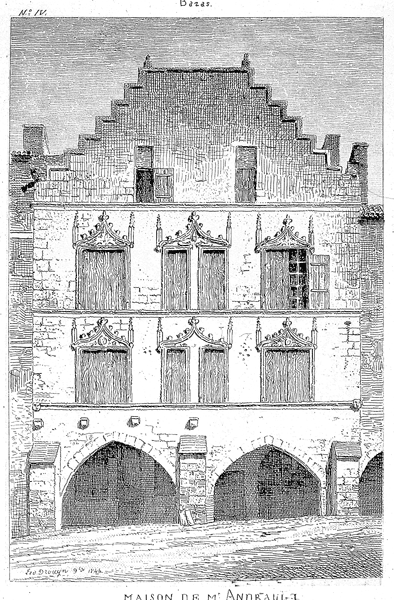
Gravure de Léo Drouyn (1846)